# Сеславіно
Сесла́віно (каз. Сеславино) — село у складі Тюлькубаського району Туркестанської області Казахстану. Входить до складу Кельтемашатського сільського округу.
Населення — 604 особи (2021; 611 у 2009, 674 у 1999, 632 у 1989).